# 东安东站
东安东站，位于中华人民共和国湖南省永州市东安县，是衡柳铁路上的火车站，该站为南宁铁路局在衡柳铁路线上的局界车站。于2013年12月28日开通启用，由南宁铁路局桂林车务段管辖。

## 車站周邊
- 东安县城市管理行政执法局
- 东安天成实验学校
- 东安凯莱花园酒店
- 东安华西商务酒店
- 中国农业发展银行东安县支行
- 东安三小
- 东安汽车东站
- 白牙市镇人民政府
- 东安县教育局
- 中国建设银行龙溪分理处
- 东安县人力资源和社会保障局

## 始发列车
目前东安东站有始发前往广州南的D2966/87次列车。以及2014年清明节小长假期间，南宁铁路局增开了南宁和北海到东安东的1.5对动车组列车，其中南宁-东安东间加开D8218次、东安东-北海间加开D8261次、北海-南宁间加开D8262次，使用CRH2A型动车组重联（共16节车厢）运行。

## 歷史
- 2013年12月28日开通启用。

## 外部連結
- 中国铁路客户服务中心（页面存档备份，存于）